# 第一屆中俄冬季青少年運動會
第一屆中俄冬季青少年運動會在2016年12月6-11日於中國黑龍江省哈爾濱市舉行。

## 比賽場館
第一屆中俄冬季青少年運動會將會在以下場館舉辦：
- 黑龙江省冰上基地 - 短道速滑、速度滑冰
- 哈尔滨市冰球馆 - 花樣滑冰、冰球
- 尚志市帽儿山滑雪场 - 高山滑雪

## 體育項目
- 高山滑雪（詳細）
- 冰球（詳細）
- 花式滑冰（詳細）
- 短道速滑（詳細）
- 競速滑冰（詳細）

## 獎牌榜
東道主中國在是次運動會上奪獎牌榜第二名，而冰雪強國俄羅斯則稱霸賽場，在金牌榜、獎牌榜均奪冠。

| 排名                     | 国家 / 地区              | 金牌 | 銀牌 | 銅牌 | 总计 |
| ------------------------ | ------------------------ | ---- | ---- | ---- | ---- |
| 1                        | 俄羅斯                   | 20   | 15   | 15   | 50   |
| 2                        | 中國*                    | 7    | 12   | 9    | 28   |
| 总计（共2个国家 / 地区） | 总计（共2个国家 / 地区） | 27   | 27   | 24   | 78   |

## 資料來源
1. ↑  . 外交部. 2016-11-08  [2022-11-17]. （原始内容存档于2022-11-17）.
2. ↑  . 搜狐 (中国体育报).   [2022-11-17]. （原始内容存档于2022-11-17）.
3. ↑  . UniorSport.   [2022-11-17]. （原始内容存档于2022-11-17）.